# Centauromaquia (Michelangelo)
Centauromaquia é uma obra juvenil de Michelangelo Buonarroti, em exposição na Casa Buonarroti em Florença.

## História
Posterior à Madonna da escada, é datada entre 1491 e 1492. Segundo Giorgio Vasari, a obra foi feita a pedido de Lorenzo, o magnífico, graças a uma proposta de Angelo Poliziano.

## Descrição
Neste relevo, Michelangelo se refere a um sarcófago romano, daí o formato de púlpito de Giovanni Pisano, e o relevo contemporâneo de bronze de Bertoldo di Giovanni com uma batalha de cavaleiros, estando preso em um sarcófago do Camposanto de Pisa, apesar de que no relevo de Michelangelo, vemos exaltado a dinâmica dos corpos nus e anulada cada referência espacial.